# Скидвеј Лејк (Мичиген)
Скидвеј Лејк (енгл. Skidway Lake) насељено је место без административног статуса у америчкој савезној држави Мичиген.

## Демографија
По попису из 2010. године број становника је 3.392, што је 245 (7,8%) становника више него 2000. године.
| Група             | 2000.         | 2010.         |
| Белци             | 2.983 (94,8%) | 3.175 (93,6%) |
| Афроамериканци    | 11 (0,3%)     | 14 (0,4%)     |
| Азијати           | 0 (0,0%)      | 7 (0,2%)      |
| Хиспаноамериканци | 45 (1,4%)     | 70 (2,1%)     |
| Укупно            | 3.147         | 3.392         |